# أبو جرين (منبج)
أبو جرين قرية سوريّة تتبع إداريّاً لمحافظة حلب منطقة منبج ناحية مركز منبج، بلغ تعداد سكانها 215 نسمة حسب التعداد السكاني لعام 2004.